# Дондоков, Дамби-Жалсан Дондокович
Дамби-Жалсан Дондокович Дондоков — советский хозяйственный, государственный и политический деятель.

## Биография
Родился в 1922 году в селе Судунтуй. Член ВКП(б).
С 1938 года — на хозяйственной, общественной и политической работе. В 1938—1985 гг. — в колхозе имени А. А. Жданова в селе Судунтуй, участник Великой Отечественной войны, на хозяйственной работе в Агинском районе, председатель колхоза имени XXII партсъезда в с. Цокто-Хангил, организатор животноводческих комплексов «Толон», «Ошон», «Галхан», «Хусэн», «Ветеран».
Избирался депутатом Верховного Совета РСФСР 8-го и 9-го созывов.
Почётный гражданин Агинского Бурятского автономного округа (1982).
Умер 20 августа 2003 года.